# ریچارد کوگان
ریچارد کوگان (انگلیسی: Richard Coogan؛ ۴ آوریل ۱۹۱۴ – ۱۲ مارس ۲۰۱۴) یک هنرپیشه اهل ایالات متحده آمریکا بود. وی بین سال‌های ۱۹۴۱ تا ۱۹۶۳ میلادی فعالیت می‌کرد.